# Филипини
Република Филипини (на филипински: Republika ng Pilipinas; на английски: The Republic of the Philippines) е страна в Югоизточна Азия, състояща се от 7107 острова, около 700 от които – населени. Най-големите острови са Лусон, Минданао, Палаван и Миндоро.
Отстои на 1210 km от брега на континентална Азия. Площ – 322 823 km², от които 320 854 km² суша и 1969 km² водна площ.
Названието на архипелага се мени няколко пъти в течение на историята. Първото име на страната – „Филипинските острови“ (Las Islas Filipinas) – е дадено през 1543 г. на островите Самар и Лейте от испанския пътешественик Руй Лопес де Вилялобос в чест на испанския крал Филип II. Архипелагът е наричан Испански Източни Индии, Нова Кастилия (Nueva Castilla) и острови на Св. Лазар (Islas de San Lazaro). По време на революцията на Филипините конгресът провъзгласява територията за „Република Филипини“ („República Filipina“ или „Philippine Republic“). От времето на победата на САЩ във Филипино-американската война (1899 – 1902) и до провъзгласяването на независимостта територията е наричана „Филипински острови“ (англ. Philippine Islands). От времето на Парижкия договор от 1898 г. архипелагът е наричан „Филипини“ (англ. Philippines). След края на Втората световна война официалното название на архипелага е „Република Филипини“ (филип. Republika ng Pilipinas).
Страната е президентска република, получила независимост от САЩ през 1946 г.; преди да попаднат под властта им, Филипините са испанска колония, поради което, наред с Източен Тимор, това е една от 2-те (преобладаващо) католически държави в Азия.
Населението на Филипините е около 100 милиона души, от които над 13 милиона души живеят в столицата на страната Манила – един от 20-те най-големи метрополиса в света.

## География
Архипелагът лежи североизточно от остров Борнео и южно от Тайван между 116° 40' и 126° 34' източна дължина и 4° 40' и 21° 10' северна ширина. На изток е Филипинско море, на запад – Южнокитайско море, а на юг – морето Сулавеси. най-близката островна държава на изток е Палау. На юг е Индонезия.
Климатът е горещ, влажен и тропичен. Средната годишна температура е около 26,5 °C. Има три сезона – топъл (или летен) от март до май, дъждовен – от юни до ноември, и студен – от декември до февруари.
Повечето планински острови в миналото са били покрити от тропически дъждовни гори и са вулканични по произход. Най-високата точка е вулканичният връх Апо на остров Минданао – 2954 m. На остров Бохол (десетият по големина остров на архипелага) се намират известните „Шоколадови хълмове“.
Страната се намира в пояса на тайфуните на Западния Тихи океан и около 19 тайфуна преминават през нея всяка година.
Филипините също така лежат на тихоокеанския огнен пръстен, поради което изпитват чести сеизмични трусове и вулканична активност. Около 20 земетресения на ден са регистрирани на Филипините, въпреки че повечето са твърде слаби, за да бъдат усетени. Много от вулканите са активни.

## История

### Праистория
Филипинският архипелаг е населен още през палеолита. Най-ранните човешки кости, открити на Филипините, са датирани отпреди 20 хил. години, но някои учени предполагат, че островите са обитавани от хомо сапиенс още преди 50 хиляди години. Според хипотези за древното население на островите, ниски чернокожи хора (филипинци-аборигени, наричани негритос), предци на днешните итас, идват от Средна Азия преди 30 хиляди години.

### Древност
Около 2 хил. години пр.н.е. хора, говорещи австронезийски езици, идват от Тайван и Южен Китай с плавателни съдове или по съществуващи тогава земни мостове.

### Средновековие
Китайски търговци започват да посещават островите през VIII век. През XI и XII век на бреговете на Филипините акостират многобройни мюсюлмански, японски и китайски търговски кораби, чиито моряци постепенно започват да се заселват на островите.
През XIV век мюсюлмански мисионери от земите, сега включени в Малайзия, посещават Филипините. Някои южни острови стават част от султанат. През XV век южните острови са ислямизирани вследствие на пристигането на многобройно мюсюлманско население от малайски произход, създало свои собствени султанати.

### Установяване на испанците на архипелага
В търсене на морски път в западна посока към Молукските острови, португалецът на испанска служба адмирал Фернандо Магелан достига Филипините през 1521 г. Той е посрещнат добре от повечето местни вождове, но се включва в междуплеменните войни и загива в битка при остров Мактан с отряд, начело на който е считаният днес за национален герой на Филипините Лапу-Лапу. Битката е описана от биографа и член на експедицията на мореплавателя Антонио Пигафета, според когото (отразено в книгата му „Първото плаване около Земята“) адмиралът се впуска сам с хората си срещу враговете на владетеля на остров Себу (новопокръстен васал на испанския крал), за да докаже превъзходството на испанското въоръжение, но е победен поради по-голямата опитност в крайбрежни сражения и по-доброто познаване на терена от страна на туземците.
Впоследствие новините за откритията на експедицията (тя постига целта си) достигат Европа. На 27 април 1565 г. испанският конкистадор Мигел Лопес Легаспи, заедно с още 500 въоръжени войници, установява първото испанско селище на остров Себу. Католически мисионери, придружавани от войници, започват да обикалят островите в търсене на хора, които да покръстят и успяват с мнозинството намерени. Построени са множество църкви и укрепления. Град Манила, днешната столица на Филипините, е основан от Легаспи през 1571 г. (като колониален град – преди това там има местно селище, което той превзема). Скоро се установява редовна морска връзка между него и Акапулко, осъществявана от т.нар. Манилски галеони, търговски галеони, които от 1565 г. до началото на XIX век ежегодно курсират през Тихия океан.

### Испанска колонизация
Под испанска власт в значителна степен се преодолява племенното раздробяване на филипинците и противопоставянето помежду им по религиозен признак (между езичниците и мохамеданите), тъй като болшинството от народа стават християни и са асимилирани културно от испанците.
Същевременно непоносими такси, наказания и разни злодеяния, на които е подлагано от испанските заселници и власти местното население, пораждат откъслечни бунтове в планинските части на Северен Лусон и районите по крайбрежието. Племето игорот, населяващо северната планинска част на архипелага, също и мюсюлмани от южните острови на Минданао, както и много други племена, се противопоставят на колонизирането.
Въобще историята на испанската колонизация на Филипините е подобна на тази на латиноамериканските страни, с някои отлики:
- Защита на местното население от страна на религиозните ордени. Някои от въстанията на местното население (включително на китайската общност на островите) са прекратени с тяхно посредничество. Също така духовниците съдействат и за ограничаване на данъчното бреме и за запазване на местните бит и поминъци.
- Географското им разположение ги прави разпределителна база за стоките, пращани от Югоизточна Азия в Метрополията. С оглед на това е силно подобрена местната инфраструктура, а сред филипинците са разпространени нови умения и занаяти. От края на XVI век между Манила и Акапулко (Мексико) започва да се развива процъфтяваща корабна търговия.
- Развиване на сериозна научна дейност. Води се спор кой от двата първи местни университета е най-старият в Азия, въпреки че има установени дати относно това: за Университета Свети Томас – през 1611 г. от доминикански монаси, а за Университета Свети Карлос – през 1595 г. от йезуити. В по-важните градски центрове като Манила, Себу и Илоило в началото на XIX век испанският вече се ползва като основен език, включително и от образования слой на обществото в колонията. Първите свидетелства за испано-филипинска литература датират от средата на XIX век. Този тип литература е в разцвета си през 20-те години на XX век (когато страната е вече под американски контрол).
- През 1863 г. се създава безплатна образователна система, която спомага за създаването на местна интелигенция, с представители на креолския и метиския елемент и с такива из средите на коренните жители. Тази прослойка е наричана „просветените“ и с времето се революционизира.
- Подчинение на Филипините директно на вицекралството Нова Испания и създаване на Генерално капитанство за Филипините.
- На колониалния управител в Манила са подчинени и области извън Филипините: Марианските острови, Палау, Каролини, Сабах и – за кратко – някои укрепления на бреговете на остров Формоза (днес Тайван). Филипините са под егидата на губернаторите на Нова Испания (провинцията образувана на територията на превзетото от испанските конкистадори Мексико) до провъзгласяване на независимостта на Мексико, през 1821 г.
- Филипините са арена на сблъсъци с разни външни сили: китайски пирати, японски, португалски, холандски и британски групи. Страната е окупирана от Великобритания по време на Седемгодишната война, но през 1764 г. е върната на Испания в изпълнение на Договора от Париж от 1763 г.

### Филипинска революция
Отварянето на Суецкия канал през 1869 г. намалява значително времето за пътуване до Европа и много филипинци от горната класа (главно сред т.нар. „просветени“) получават образованието си там. Под влияние на буржоазно-демократичните традиции и тежнения на европейците, такива се зараждат и сред островитяните. Към Испания са отправяни политически искания – отначало за по-адекватно представителство в испанския парламент, а по-късно – и за (дори пълна) независимост на страната. Много представители на филипинската интелигенция по това време са обвинени в конспирация и организиране на революция и са екзекутирани без съд.
Появява се тайно общество, вдъхновено от европейското масонство, поставящо си за цел да отхвърли испанската власт. Разкриването му от испанците води до избухването на Филипинската революция (1896 – 1898). Водачът ѝ Андрес Бонифасио, лидер на Катипунан – въоръжена групировка, бореща се за независимост – се вдъхновява от идеите на Хосе Рисал. Последният е лекар-офталмолог, членуващ в испанска масонска ложа, екзекутиран от колониалните власти в началото на въстанието, въпреки че се изказва против него. Вижданията му са изложени в двата му романа – „Ракът на обществото“ (Noli me tangere) и „Царството на алчността“ (El filibusterismo).
След няколко военни успеха Бонифасио е изместен и екзекутиран от нов водач на име Емилио Агиналдо. Приета е конституция (написана на испански език и прокламираща испанския за официален език), а за първи президент на новата филипинска държава (република) се обявява Агиналдо. Първият етап на Филипинската революция завършва с примирие, а водачите на революционерите са изпратени в изгнание в Хонконг. Впоследствие бунтът е подновен и начело отново застава Агиналдо (след като е върнат в страната от американския комодор Джордж Дюи) и продължава до поставянето на Филипините под американска власт. През втория етап на революцията е обявена със специална декларация независимостта на Филипините (12 юни 1898 г.) и е приета нова конституция (известна като Малолската конституция – 21 януари 1899 г.), а Емилио Агиналдо отново е обявен за държавен глава (първо като диктатор, а после – като президент). Революционерите, първоначално съюзени с американците, почти напълно превземат страната, но ключовата обсада на столицата Манила завършва катастрофално за тях, когато се оказва, че няма да бъдат допуснати да заемат позиции в завладения град, поради тайно споразумение между испанския му управител и американския командващ, които след това обединяват силите си срещу тях. Постъпката им е съзвучна и със случващото се на междудържавно ниво – след сключването на Парижкия мирен договор от 10 декември 1898 година, Испано-американската война преминава във Филипино-американската, а суверенитетът над Филипините е прехвърлен от Испания на САЩ.

### Под американско управление
Въпреки първоначално дадените на Агиналдо уверения, демократичните завоевания на народа му остават в общи линии незачетени и Филипините са окупирани от армията на САЩ. Между 1898 и 1911 г. (на места – и до 1913 г) се води кървав конфликт – първо с военни, а впоследствие главно с паравоенни формирования, за контрол над страната, който е решително спечелен от американците. В съгласие с политиката, провеждана в Америка, настъпва период на републиканско (но не и независимо) управление, а Малолската конституция е отменена. Вземат се мерки за повсеместна секуларизация и въвеждане на образование по американски модел. Ограничено е ползването на испанския език и се правят опити за заместването му с английски. В този период, чак до 30-те години на XX век, на Филипините излизат различни вестници на испански език, които критикуват политиката на правителството на САЩ по отношение на испанския език. Английският повлиява и на развитието на местния филипински език.
На филипинците е дадено обещание, че след като страната бъде подготвена за независимо съществуваване, американците ще се оттеглят и се задействат различни процедури в това отношение, но и до избухването на Втората световна война Филипините все още са американска територия и като такава са окупирани от Япония, чиито власти организират местно колаборационистко правителство. През този период, в хода на борбата срещу японската власт се заражда социалистическото движение Хук, подкрепяно от селското население. След първоначалните си неуспехи, САЩ си връщат Филипините, поставени под управлението на генерал Дъглас Макартър.
САЩ признават независимостта на Филипините през 1946 г.

## Политика и държавно устройство
Филипините са република, в която президентът е държавен глава, министър-председател и главнокомандващ на въоръжените сили. Президентът се избира пряко от населението за срок от 6 години. Той има право на един президентски мандат.
Двукамарният конгрес на страната включва сенат (т.нар. горна камара, членовете на която се избират на национално ниво) и камара на представителите (т.нар. долна камара, членовете на която се избират по райони). 24 сенатори се избират за срок от 6 години, като половината се сменят на всеки 3 години. 250 представители от камарата на представителите се избират за тригодишен срок.
Държавата е разделена на 79 провинции, групирани за улеснение в 17 региона. Регионите нямат отделно самоуправление, с изключение на автономния регион в мюсюлманския остров Минданао.
Страната е в диспут с Тайван, Китай, Виетнам и Малайзия за богатите на нефт и природен газ острови Спратли, намиращи се в Южнокитайско море и с Малайзия за Сабах – втората по големина провинция на Малайзия, разположена в северната част на остров Борнео – бивша територия на султаната Сулу (полу-независима държава до 1917 г.), чийто наследник са Филипините.
Филипините са член на ООН от нейното основаване на 24 октомври 1945 г.

## Икономика
Икономиката на Филипините е предимно селскостопанска, въпреки че леката промишленост и търговията бележат ръст. Филипините са 118-и от 178 държави по БВП.
Главните търговски партньори на Филипините са САЩ и Япония. Някога най-богатата в Азия след Япония, филипинската икономика се свива в началото на 1980-те като резултат от намалено търсене на филипинската продукция. Опитите да се подобри икономиката са затруднявани от големите дългове (вътрешният дълг е 77% от БВП). Към началото на 2018 г. агенция Bloomberg отчита, че икономиката на Филипините се намира в непрекъснат възход през последните 6 години.
Филипините са член на Азиатската банка за развитие, Световната банка, Международния валутен фонд и други международни икономически организации.

## Население
| 1950 | 18,6  |
| 2000 | 78    |
| 2016 | 103,3 |

Филипините са 12-ата страна в света по население. Изчислено е, че около 1/2 от населението живее на остров Лусон, който е и най-големият от Филипинските острови. Също намиращият се там метрополен район на Манила е най-големият в страната и 11-ият най-голям в света. Към 2007 г. данните от преброяването сочат, че в него живеят 11 553 427 души или 13% от населението на държавата.
Населението на страната от 1990 до 2008 г. нараства с около 28 милиона души, което е повишение от 45%. Първото преброяване на населението в страната е проведено през 1877 г. и отчита население от 5 567 685 души. Към 21% от населението живеят под прага на бедност към 2015 г.
Средната възраст на населението е 22,7 години, като 60,9% са на възраст между 15 и 64 години. Средната продължителност на живота е 69,4 години, 73,1 години за жените и 65,9 години за мъжете. Прирастът от 3,21% между 1995 и 2000 г. е спаднал до 1,95% за периода 2005 – 2010 г.
След смекчаването на имиграционните закони на САЩ през 1965 г., броят на жителите в САЩ, които имат филипински корени, нараства значително. Към 2007 г. е оценено, че 12 милиона филипинци живеят в чужбина. Според оценки, населението на Филипините преминава 100 милиона души на 27 юли 2014 г. с което страната става 12-ата, достигнала това число.

### Етнически групи
Филипинците принадлежат към голям брой етноси; от тях (според преброяването от 2000 г.) 28,1% са тагали, 13,1% – себуанци, 9% – илоки, 7,6% – висая, 7,5% – хилигайон. Съществуват и множество коренни народи: игорот, лумад, мангян, баджау и други.
Филипинците като цяло принадлежат на няколко азиатски етнически групи, които езиково се класифицират като част от австронезийските и малайско-полинезийските народи. Смята се, че преди около 4000 години австронезийскоговорещи тайвански аборигени мигрират от Тайван към Филипините, като със себе си донасят и знания за селското стопанство и океанското плаване, като накрая заместват по-ранните групи негритоси на островите. Бидейки на кръстопът между Запада и Изтока, Филипините приютяват и мигранти от места като Китай, Испания, Мексико, Перу, САЩ, Индия, Южна Корея и Япония. Китайците са главно потомци на имигранти от Фудзиен (срещулежащата на остров Тайван китайска провинция) след 1898 г. и наброяват около 2 милиона души, макар приблизително 27% от филипинците също да имат частичен китайски произход, което се дължи на доколониалните и колониалните китайски мигранти.
В миналото поне 1/3 от населението на Лусон са испанци, примесени с местното население, вследствие на което днес 13,33% от филипинското население има испански корени. Последните генетични изследвания потвърждават това европейско и латиноамериканско потекло.
Филипините са американска колония от 1898 до 1946 г. и през този период се раждат над 800 хил. американци в страната. Към 2015 г. има между 220 хил. и 600 хил. американски граждани, които живеят в страната.
Други важни малцинства от чуждестранен произход са тези на индийците, японците и британците. Потомците на браковете между различни раси се наричат метиси.

### Езици
| Език                                      | Говорещи | Говорещи   |
| ----------------------------------------- | -------- | ---------- |
| Тагалог                                   | 24,44%   | 22 512 089 |
| Себуански език                            | 21,35%   | 19 665 453 |
| Илокански език                            | 8,77%    | 8 074 536  |
| Хилигайнон                                | 8,44%    | 7 773 655  |
| Варайски език                             | 3,97%    | 3 660 645  |
| Други местни езици/диалекти               | 26,09%   | 24 027 005 |
| Други чужди езици/диалекти                | 0,09%    | 78 862     |
| Без данни                                 | 0,01%    | 6450       |
| Общо                                      | Общо     | 92 097 978 |
| Източник: Philippine Statistics Authority |          |            |

Според Ethnologue, на Филипините се говорят 186 езика, от които 4 са вече мъртви. Повечето местни езици са част от филипинските езици на малайско-полинезийското семейство, което е част от австронезийските езици. Във Филипините има няколко базирани на испанския креолски езика, наричани заедно чабакано.
Официалните езици на страната са филипински и английски. Филипинският, всъщност, представляват стандартизирана версия на тагалог, който се говори главно в урбанизираните райони. И двата езика се използват в правителството, образованието, печата, медиите и бизнес средите. В повечето градове се говори местният коренен език. Филипинската конституция предоставя възможността за използване на испански и арабски, макар никой от тях да не се използва широко в днешно време. Все пак, много испански заемки присъстват и до днес в много от филипинските езици. Испанският, който е лингва франка към края на XIX век, днес е претърпял голям спад в използването си, а арабският се използва основно в ислямските училища в Минданао.

### Религия
Филипините са секуларна държава, въпреки голямото влияние на Католическата църква в тази страна. Данни от преброяването през 2010 г. показват, че 80,58% от населението изповядват католицизъм. Около 37% редовно присъстват на литургии, а 29% се самоопределят като много набожни. Протестантите представляват 10,8% от населението и се придържат основно към евангелизъм, който е бил донесен от американските мисионери в края на 19 и началото на XX век. Те са концентрирани основно в северната част на Лусон и южната част на Минданао. Ислямът е втората най-разпространена религия (след християнството) – мюсюлманското население на Филипините е 5,57% от общото население към 2010 г. и изповядва основно сунизъм. Според някои мюсюлмански дейци, броят на мюсюлманите бива значително занижен при преброяванията, поради опасения за сигурността и враждебността на държавната администрация към мюсюлманите. Около 2% от населението, основно филипинци и китайци, изповядва будизъм. Официално преброяване на атеистите не е провеждано, но въз основа на предходните цифри може да се предположи, че те са около 1 – 2% от населението на Филипините.